# Фотий (митрополит Киевский)
Митрополи́т Фо́тий (XIV век, Монемвасия, Греция — 2 июля 1431) — митрополит Киевский и всея Руси (в Москве). В Русской церкви почитается святым в лике святителей.

## Биография
Родился в Греции в городе Монемвасия. «Измлада», согласно его духовной грамоте, он отказался от светского пути жизни и отдал себя под духовное руководство старца Акакия (впоследствии митрополита Монемвасийского). В 1408 году, когда Фотий находился в Константинополе у патриарха с поручением от митрополита, встал вопрос о замещении русской кафедры после кончины святителя Киприана. Выбор патриарха Матфея пал на Фотия.
2 сентября 1408 года Фотий был хиротонисан митрополитом. 1 сентября 1409 года прибыл в Киев; 22 апреля 1410 года торжественно въехал в Москву.

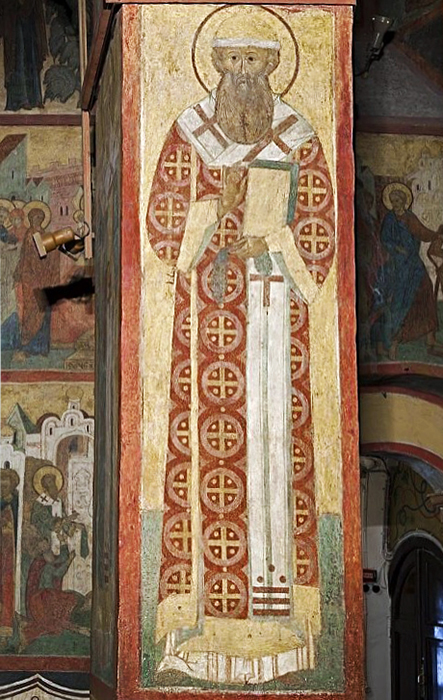
Митрополит Фотий, фреска Ризоположенской церкви, 1644 г.

Полгода он жил в Киеве (сентябрь 1409 — февраль 1410), занимаясь устроением дел южных епархий Русской церкви, входивших тогда в состав княжества Литовского. В первой половине 1410-х годов Фотий был обвинён в тяжком грехе, по которому иерарх достоин извержения из Церкви и проклятия. Литовско-киевские епископы написали Фотию послание, в котором обосновали свой отказ от подчинения неканоничному иерарху. Великий князь Витовт изгнал Фотия из Киева и митрополит Фотий на Пасху 1410 года прибыл в Москву. Москву застал разорённой недавним нашествием Едигея, а митрополичье хозяйство запущенным за три с половиной года после смерти Киприана и разворованным и принялся за его восстановление.

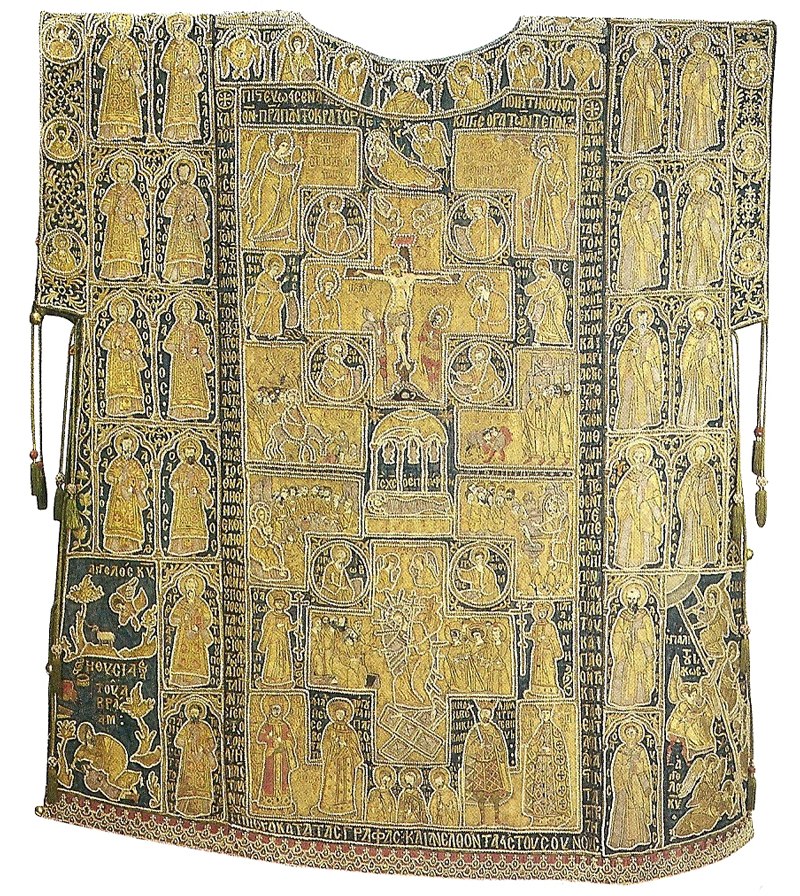
Большой саккос митрополита Фотия, Оружейная палата

Весной 1410 года хан Едигей, разоривший за два года до того Русскую землю, предпринял новый поход. Отряды во главе с царевичем Талычой внезапно взяли Владимир. Но Фотия в городе не было: накануне он выехал в загородный Святоозерский монастырь. Когда татары устремились в погоню, он укрылся в небольшом селении, окружённом непроходимыми болотами, на реке Сеньге. Захватчики предали разграблению Владимир и особенно Успенский кафедральный собор. Ключарь собора Патрикей претерпел страшные пытки и принял мученическую кончину, но не открыл место, где спрятал церковные святыни и сокровища.
Фотию удалось восстановить единство Русской церкви: Литовская митрополия, учреждённая по настояниям князя Витовта для южных и западных русских православных епархий, была упразднена в 1420 году. В том же году Фотий посетил возвращённые епархии и приветствовал паству обширным учительным посланием.
В летописи содержится повесть о видении, бывшем Фотию за год и около четырёх месяцев до его смерти, — видении ангела, который сообщил ему, что ему даётся «седмица» для рассмотрения жизни и «управления паствы». После этого Фотий написал духовную грамоту, взяв за образец — это отмечает и летопись — духовную грамоту митрополита Киприана: «…написа такоже грамоту преже преставлениа к Богу чюдну, по образу преждь сего бывшаго Киприана митрополита».

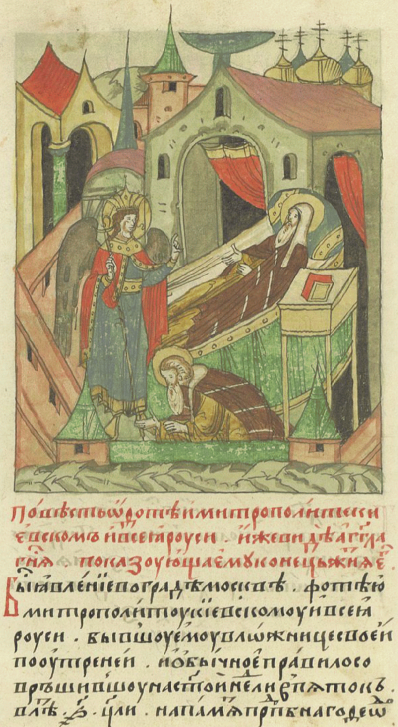
Видение митрополиту Фотию перед его смертью. Миниатюра из Лицевого летописного свода

Фотий был похоронен в кремлёвском Успенском соборе рядом с митрополитом Киприаном.

## История почитания
Его останки были извлечены из земли в 1472 году в связи с перестройкой Успенского собора — вместе с останками святителей Ионы, Феогноста и Киприана; затем вновь преданы земле в том же соборе. 27 мая 1472 года принято считать днём обретения мощей четырёх упомянутых святителей, а 1472 год — годом их прославления; однако известно, что в 1472 году канонизирован был один митрополит Иона и что вплоть до XVII века не было ни всероссийского, ни местного празднования памяти митрополитов Киприана, Феогноста и Фотия. Впервые назвал его святым Амвросий (Орнатский) в книге «История российской иерархии», изданной в 1807 году.
В Русской православной церкви память святителя Фотия совершается 2 (15) июля и 27 мая (9 июня).